# Håkan Lindh
Håkan Lindh är en svensk politiker (liberal) född 23 januari 1959 i Gunnarsbyn, Bodens kommun och uppväxt i Boliden. Han var mellan 1998 och 2014 oppositionsråd i Skellefteå kommun och har även varit ledamot i Folkpartiets partistyrelse. Innan han blev politiker på heltid arbetade han i gruvindustrin.
På 70 och 80-talet var han med i proggbandet Kurres kapell. I maj 2012 släppte han skivan Hittat hem med kristen musik.